# Фредерік Пабст
Фредерік Пабст (англ. Frederick Pabst; 28 березня 1836 —1 січня 1904) — американський пивовар німецького походження, засновник Pabst Brewing Company.

## Життєпис
Йоганн Готліб Фрідріх Пабст народився 28 березня 1836 року в селищі Ніколаусріт, що знаходилось у провінції Саксонія, Королівства Пруссія. Фрідріх був другою дитиною Готліба Пабста, місцевого фермера, та Йогани Фредеріке.
У 1848 році Пабст зі своїми батьками емігрував до США. Сім'я осіла в Мілвокі, а потім перебралася до Чикаго, де невдовзі мати Пабста померла під час епідемії холери. Батько і син ледве зводили кінці з кінцями, підробляючи офіціантами. Однак Фредерік незабаром вирішив відмовитися від роботи в ресторані і, натхненний морською подорожею до Америки, влаштовується працювати юнгою на один із пароплавів, що курсував озером Мічиган. До 21 року Пабст вже мав ліцензію лоцмана і був капітаном одного із цих суден.  В одній зі своїх подорожей Пабст познайомився з німцем Філіпом Бестом, власником малої, проте процвітаючої пивоварні, заснованої 1844 року в Мілвокі. 25 березня 1862 року Пабст одружився з дочкою Беста Марією.
Ще приблизно півтора року Пабст продовжував працювати капітаном, до інциденту грудня 1863 року, що призвів до зміни кар'єри Фредеріка — біля гавані Мілвокі корабель сів на мілину.
Деякий час по тому Пабст викупив половину пивоварної компанії Філіпа Беста.

### Пивоваріння
У 1864 році Пабст став партнером по бізнесу батька Марії Філіпа Беста. З цього року почалася пивоварна кар'єра Фредеріка. Після опанування мистецтва пивоваріння він сконцентрував увагу на розширенні ринку збуту, що дало змогу пивоварні Беста вийти на 100 тис. барелів пива на рік. Збільшення обсягів виробництва у кінцевому рахунку призвело до перетворення пивоварного заводу на публічну компанію. Пабст став президентом корпорації в 1873 році, пізніше назва пивоварної компанії була змінена на «Pabst Brewing Company».

### Сім'я

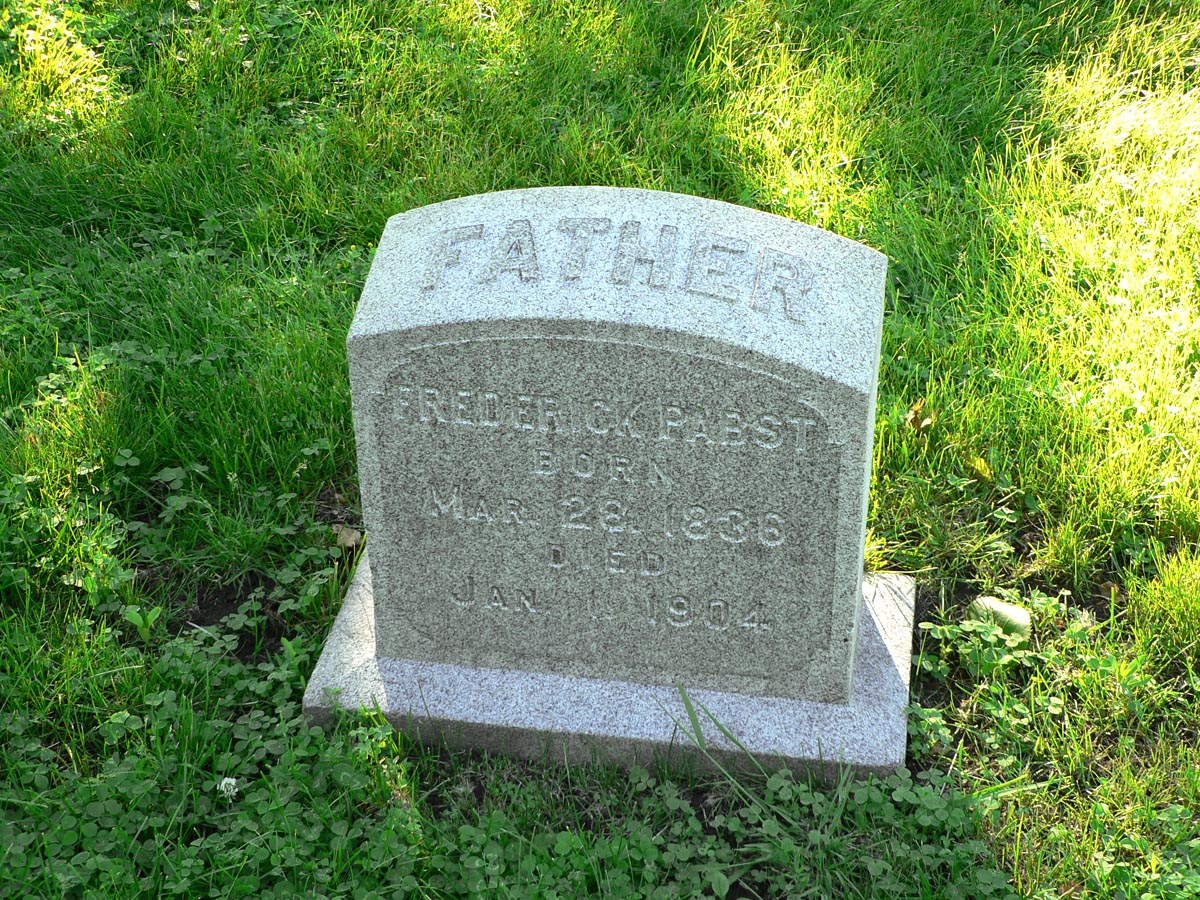
Могильний камінь Фредеріка Пабста у Forest Home Cemetery.

Пабст одружився в 1862 році і мав 10 дітей, п'ятеро з яких так і не встигли подорослішати. Інші п'ятеро: Елізабет (вон Ернст, 1865—1891); Гюстав (1866—1943); Марі (Гудріч, 1868—1947); Фредерік молодший (1869—1958); Емма (Нунемахер, 1871—1943). Пабст також удочерив доньку Елізабет — Елсбез, після того як Елізабет раптово померла в 1891 році.

### Смерть
Пабст був похований на кладовищі «Forest Home Cemetery» в Мілвокі.